# Friedrich Stegmann

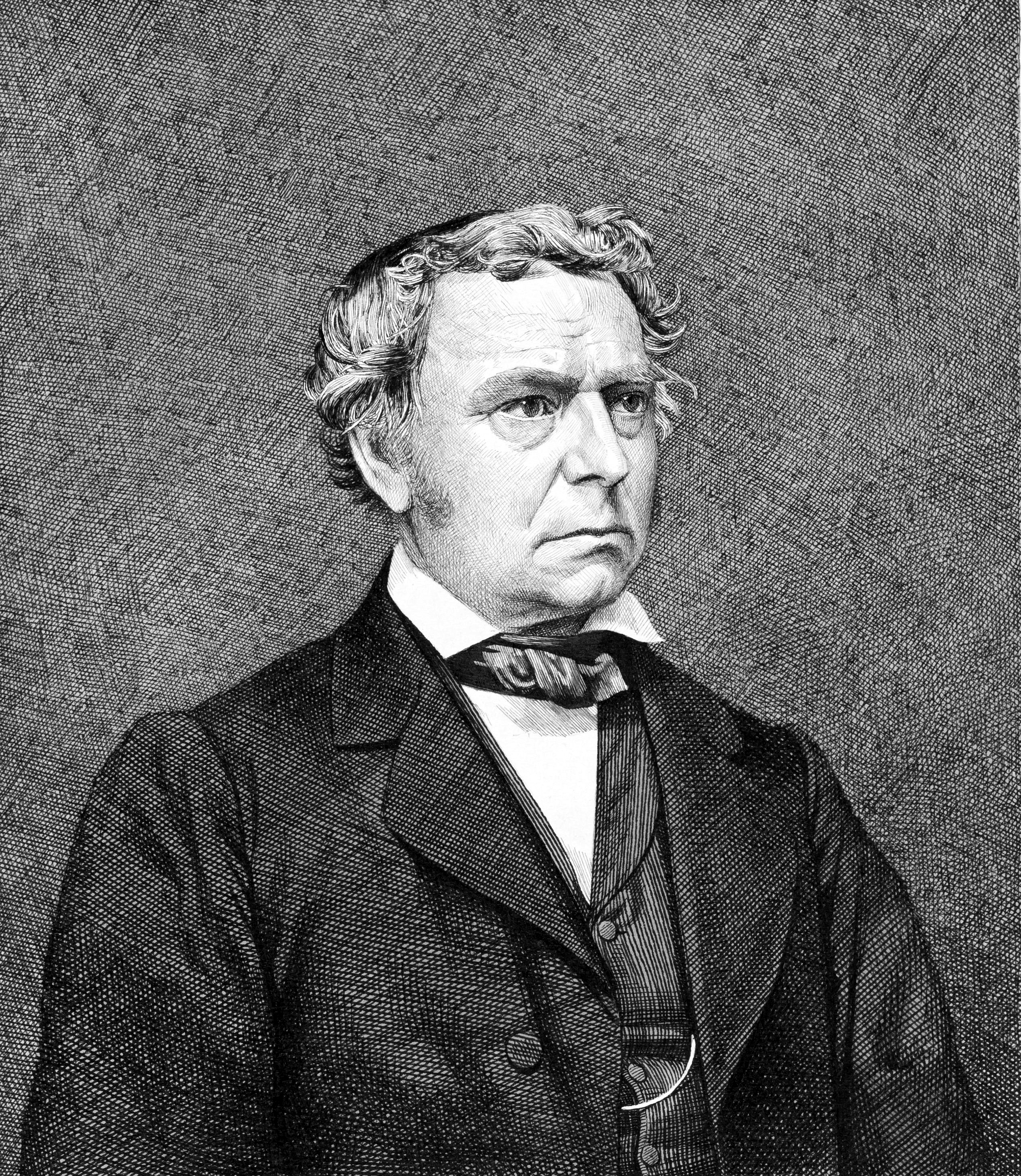
Friedrich Ludwig Stegmann

Friedrich Ludwig Stegmann (* 28. Juni 1813 in Frankfurt am Main; † 7. Juni 1891 in Marburg) war ein deutscher Mathematiker und Hochschullehrer.

## Leben
Stegmann studierte an der Philipps-Universität Marburg Medizin und wurde 1832/33 Mitglied des kurzlebigen Corps Markomannia Marburg. Mit ihm aktiv waren August Rühl und Hermann Wolff von Gudenberg. An der Hessischen Ludwigs-Universität wurde er am 19. Dezember 1835 zum Doktor der Medizin promoviert. Im Frühjahr 1837 war er Praktikant, 1839/40 Hilfslehrer am Marburger Gymnasium Philippinum. Am 10. September 1840 wurde er in Marburg auch zum Doktor der Philosophie promoviert. Nachdem er sich für höhere Mathematik habilitiert hatte, war er 1840–1844 Lehrer der Mathematik und Physik an der Realschule in Marburg. Die Philipps-Universität ernannte ihn am 23. Januar 1845 zum außerordentlichen Professor und am 26. August 1848 zum ordentlichen Professor für Mathematik. Mit seiner Berufung erhielt die Reine Mathematik in Marburg mehr Gewicht. 1856 und 1862 war er Prorektor der Universität. Die Philosophische Fakultät wählte ihn 1857, 1861, 1864 und 1869 zum Dekan. 1864/65 war er interimistischer Direktor des Mathematisch-Physikalischen Instituts, 1869–1872 Direktor des wissenschaftlichen Prüfungskommission für Kandidaten des höheren Schulamts. Mit 71 Jahren wurde er emeritiert.
Einer seiner bekanntesten Schüler war der britische Physiker John Tyndall.
In seinem Lehrbuch der Variationsrechnung bewies er eine schwächere Version des Fundamentallemmas der Variationsrechnung.

## Werke
- Über gewisse durch Bewegung eines Winkels zwischen den Schenkeln eines andern Winkels beschriebene elliptische Figuren (1840)
- Lehrbuch der Variationsrechnung und ihrer Anwendung bei Untersuchungen über das Maximum und Minimum (1854)
- Tafel der fünfstelligen Logarithmen und Antilogarithmen (1855)
- Elemente der Ebenen Trigonometrie und Stereometrie. Lehrbuch für die oberen Klassen der Gymnasien und Realschulen (1866)